# Marie-Magdeleine Aymé de La Chevrelière
Pour les articles homonymes, voir Aymé et Lannes.
Pour les autres membres de la famille, voir Famille Lannes de Montebello.
 (septembre 2015).
 Marie-Magdeleine Bernadette Françoise Aymé de la Chevrelière, de son nom de naissance Lannes de Montebello, née à Paris XVIe le 11 mai 1906 et morte au lieu-dit La Chevrelière à Gournay-Loizé (France) le 29 mai 1976, est une femme politique française du XXe siècle, maire, conseillère générale et première femme députée des Deux-Sèvres (1958-1973).

## Biographie
Née dans le 16e arrondissement parisien le 11 mai 1906, elle est la fille de Louis Auguste Jean Lannes (1874-1912), marquis de Montebello, officier de cavalerie mort foudroyé, et de la marquise, née Marie-Louise de Salignac-Fénelon (apparentée au prélat puis fabuliste François de Salignac de La Mothe-Fénelon (1651-1715)). Elle descend en ligne directe du Maréchal Lannes (1769-1809) et est la petite-fille de Gustave Lannes de Montebello, ambassadeur de France à Saint-Pétersbourg de 1891 à 1902.
Après une scolarité à Sainte-Marie de Neuilly, elle est licenciée de la faculté de droit de Paris, puis diplômée de l'École de bibliothécaires de l'Institut catholique de Paris.
Le 17 avril 1925, à Paris, elle épouse Jacques Paul Charles Aymé (10 décembre 1893 - Paris † 30 août 1953 - Londres), 5e baron de la Chevrelière, chargé de mission du gouvernement (télécommunications internationales), dont elle aura quatre enfants (trois filles, dont la slaviste Jacqueline de Proyart, et un fils).
Pendant la guerre, elle organise la bibliothèque de l’hôpital de Niort et un service de bibliothèque ambulante dans les Deux-Sèvres. Durant ces années noires, elle aurait également aidé le professeur Robert Debré à s'échapper au moment où les allemands cherchaient à l'arrêter.[réf. nécessaire]
Conseillère municipale de sensibilité MRP de la commune de Gournay (Deux-Sèvres) depuis 1945, elle remporte la mairie en 1953. Elle perd son mari la même année.
1958 fut pour elle l’année de sa véritable entrée en politique, puisqu’elle fut élue conseillère générale du canton de Chef-Boutonne, première femme à accéder à cette fonction dans le département, puis députée de la 1re circonscription des Deux-Sèvres où elle battit Roger Chatelain alors député sortant radical socialiste et celui qui, dix ans durant, allait être son principal rival politique, le socialiste niortais Raoul Auzanneau. Par cette élection, elle était la première femme deux-sèvrienne à entrer à l’Assemblée nationale depuis les débuts de la République.
Élue députée en avril et novembre 1958, elle cumule respectivement les fonctions de conseillère générale du canton de Chef-Boutonne et de député des Deux-Sèvres, mandats qu’elle conserve jusqu’en 1973. À une époque où la France compte 1,5 % de femmes députées et 1 % de femmes maires, elle reconquiert la première circonscription des Deux-Sèvres, occupée par son défunt beau-père, Charles Aymé de La Chevrelière, élu député en 1902. Députée sans étiquette en 1958, elle s’inscrit puis s’apparente au groupe du Centre démocratique.
En 1967, apparentée à l’Union démocratique pour la Ve République, elle est réélue avec moins de trois cents voix d’avance sur son adversaire socialiste Raoul Auzanneau, puis beaucoup plus largement en 1968 sous l’étiquette UDR. Son suppléant était Pierre Suire, chirurgien.

Régulièrement réélue en 1962, 1967 et 1968, elle était de sensibilité démocrate chrétienne (proche de Maurice Schumann) mais soutint constamment la politique du général de Gaulle, ce qui lui valut parfois, notamment après l’élection présidentielle de 1965 qui vit la percée de Jean Lecanuet, quelques passes d’armes avec les centristes et notamment avec le sénateur Coudé du Foresto.
« Elle bénéficiait certes d’un nom mais aussi d’une réelle cote d’estime dans une région à dominante radicale et socialiste qui aurait pu ne pas lui être favorable politiquement. Cette aristocrate, au plus beau sens de l’expression, était une femme simple et très proche de ses concitoyens. »
— Jean-Jacques Greteau
En 1973, malade, elle ne sollicite pas le renouvellement de ses mandats ; la circonscription bascule à gauche. Elle reçoit la croix de chevalier de la Légion d'honneur des mains de Maurice Schumann, qui lui rend hommage lors de sa mort, survenue le 29 mai 1976.
Sportive, Marie-Magdeleine Aymé de La Chevrelière pratiquait l'équitation et le ski.

### Commissions
Membre de la Commission des affaires étrangères de 1958 à 1972, à l’exception de deux années durant lesquelles elle siège à la Commission des lois constitutionnelles, de la législation et de l'administration générale de la République (1967-1969), elle est rapporteuse du projet de loi autorisant l’approbation de l’Accord de siège, signé à Paris le 13 mai 1966, entre la France et la Banque interaméricaine de développement.

### Action parlementaire
Mais elle-même à la tête d’une exploitation et députée d’une circonscription rurale, c’est aux problèmes agricoles qu’elle consacre le plus grand nombre d’interventions. Elle intervient pour décrire avec réalisme le quotidien des agriculteurs et des femmes d’agriculteurs. Elle lutte notamment contre le surendettement agricole, les problèmes d’approvisionnement en eau potable des populations rurales et l’insuffisance de leurs revenus. Elle milite pour une reconnaissance de la qualité bactériologique du lait et de la richesse en matière azotée au lieu de ne considérer que la matière grasse, elle incite les députés à encourager l’élevage caprin, et les conjure d’améliorer la gestion des crédits à destination des agriculteurs. De façon plus générale, elle soutient la délocalisation de l’activité économique en vue de redynamiser sa circonscription. Mais elle intervient aussi dans le domaine social, par exemple en déposant une proposition de loi d’abolition de la peine de mort le 21 février 1963, ou en favorisant la revalorisation des pensions destinées aux anciens combattants.
Marie-Magdeleine Aymé de la Chevrelière s’intéresse aux questions liées à la famille et à son équilibre. Elle voudrait ainsi exempter  de service militaire les jeunes reconnus soutiens de famille, obtenir la reconnaissance du travail féminin, secourir les orphelins (elle propose une loi visant à instaurer une allocation à leur profit le 25 juillet 1968) et améliorer l’enseignement des langues étrangères et l’orientation scolaire dans sa région. C’est d’ailleurs son statut de femme, mis en avant dans sa profession de foi de 1958, qui, selon elle, garantit une plus grande sensibilité face aux problèmes des personnes faibles. Elle insiste dans ses discours de campagne sur son attachement aux valeurs républicaines et à l’Europe, sur son soutien à l’action rurale et sur sa volonté de progrès social.
Elle approuve globalement la majorité gaulliste de 1958 à 1973 mais vote deux motions de censure, en 1959 sur le budget des anciens combattants et en 1964 concernant la politique agricole. Elle se désolidarise également du gouvernement ponctuellement, par exemple concernant les restrictions du droit de grève dans les services publics (en juillet 1963) ou au sujet des amnisties liées à la guerre d'Algérie. En revanche, elle fait front derrière le général de Gaulle en mai 1968, conjurant les électeurs à lutter contre l’extrême gauche.